# Jaroslav Plesl (herec)
Jaroslav Plesl (* 20. října 1974 Hradec Králové) je český divadelní, filmový a televizní herec. Absolvoval vychovatelství na Střední pedagogické škole v Litomyšli a následně v roce 1999 vystudoval činoherní herectví na Divadelní fakultě Janáčkovy akademie múzických umění v Brně. Od roku 2001 je členem souboru Dejvického divadla.

## Role

### Divadelní role
Městské divadlo Zlín
- 1999 Ivan Alexandrovič Chlestakov – Nikolaj Vasiljevič Gogol: Revizor
- 1999 Michal – Alois Jirásek: Lucerna
- 2000 Chytrolín – Coline Serreau: Chytrolín a hňup
- 2000 Peregrine (Perry) Potter – Norman Robbins: Hrobka s vyhlídkou
- 2000 Glov mladší – Nikolaj Vasiljevič Gogol: Hráči
- 2001 Lucien – Jean Anouilh: Romeo a Jana
- 2001 Valér – Molière: Lakomec

Činoherní klub Praha
- 2007 Christy Mahon – John Millington Synge: Hrdina západu

Dejvické divadlo
- 2001 První voják, První misionář – Gabriel García Márquez: Neuvěřitelný a tklivý příběh o bezelstné Eréndiře a její ukrutné babičce
- 2001 Muž v publiku, Voják z Čečny, Pošťák – Petr Zelenka: Příběhy obyčejného šílenství
- od roku 2002 Miška – Nikolaj Vasiljevič Gogol: Revizor
- 2002 Andrej Prozorov – Anton Pavlovič Čechov: Tři sestry
- 2002 Havlena, obchodník – Miroslav Krobot: Sirup
- 2003 Tamino – Wolfgang Amadeus Mozart: Kouzelná flétna
- 2003 Mladý výběrčí, Lékař – Tennessee Williams: Tramvaj do stanice Touha
- 2004 SEKEC MAZEC
- 2004 Rabín – I.B.S./KFT: Love Story
- 2005 Allen – Karel František Tománek: KFT/sendviče reality®
- 2005 Walter Rosen – Petr Zelenka: Teremin
- 2006 Hamlet – William Shakespeare: Hamlet
- 2006 Eduard – Johann Wolfgang Goethe: Spříznění volbou
- 2007 Kuchař-showman – Doyle Doubt: Černá díra
- 2008 Richard Hannay – John Buchan a Alfred Hitchcock: 39 stupňů
- 2009 Josef – David Jařab: Hlasy
- 2009 Dan – Joe Penhall: Krajina se zbraní
- 2010 Nieminen, Detektiv – Aki Kaurismäki: Muž bez minulosti
- 2010 Muž – MODROVOUS/SUOVORDOM
- 2010 Carl – Patrick Marber: Dealer’s Choice
- 2012 Johnny – Irvine Welsh: Ucpanej systém
- 2013 Konstantin Treplev – Anton Pavlovič Čechov: Racek
- 2014 Karel František Tománek: Kakadu
- 2015 Camillo, Hodnostář, Třetí pán – William Shakespeare: Zimní pohádka,[3]
- 2016 Theodor Holman: Interview, Dejvické divadlo, překlad: Michal Kotrouš, režie: Martin Myšička, hrají: Veronika Khek Kubařová, Jaroslav Plesl, premiéra 3. prosince 2016,[4]
- 2017 Miroslav Krobot, Lubomír Smékal: Honey, společný projekt Dejvického divadla a Cirku La Putyka, režie: Miroslav Krobot, premiéra: 12. listopad 2017,[5][6]
- 2018 Rudy Marek, Vědec – Karel Čapek, Egon Tobiáš a kol.: Absolutno : Kabaret o konci světa,[7]

- 2020 COP - Friedrich Dürrenmatt: Komplic
- 2022 Lamberto Laudisi – Luigi Pirandello: Každý má svou pravdu
- 2023 Karel – David Ondříček: Kde je ta ryba?
- 2024 Chruščov – Fabien Nury a Thierry Robin: Ztratili jsme Stalina[8]

### Filmové role
| Rok  | Název filmu                                   | Role                  |
| ---- | --------------------------------------------- | --------------------- |
| 2006 | Grandhotel                                    | Patka                 |
| 2006 | Pravidla lži                                  | Martin                |
| 2008 | O život                                       | Jiří                  |
| 2009 | Muži v říji                                   | Franta Plesl          |
| 2009 | Hodinu nevíš...                               | Jarda                 |
| 2009 | Dvojka                                        | prodavač              |
| 2009 | Zoufalci                                      | Mirek                 |
| 2010 | Hlava – ruce – srdce                          | Badonyi               |
| 2010 | Největší z Čechů                              | režisér               |
| 2012 | Okresní přebor – Poslední zápas Pepika Hnátka | Lojza Cimfe           |
| 2012 | Čtyři slunce                                  | Jára                  |
| 2012 | Můj vysvlečenej deník                         | třídní Talacek        |
| 2012 | Svlíkání                                      | Dan                   |
| 2012 | Ve stínu                                      | reportér u soudu      |
| 2013 | Díra u Hanušovic                              | Olin                  |
| 2013 | Intimity                                      | Filip                 |
| 2013 | Krásno                                        | Muller                |
| 2013 | Rozkoš                                        | režisér               |
| 2015 | Rodinný film                                  | lékař                 |
| 2016 | Jak se zbavit nevěsty                         | bratr                 |
| 2017 | Kvarteto                                      | Tomáš                 |
| 2018 | Úsměvy smutných mužů                          | Evžen                 |
| 2018 | Toman                                         | Imrich Rosenberg      |
| 2018 | Dvě nevěsty a jedna svatba                    | Jiří                  |
| 2019 | LOVEní                                        | narkoleptik Jaroušek  |
| 2019 | Cena za štěstí                                | Albert Sladký         |
| 2019 | Hodinářův učeň                                | Rodovít               |
| 2020 | Žáby bez jazyka                               | Jaroslav K            |
| 2021 | Zátopek                                       | Vousáč                |
| 2021 | V létě ti řeknu, jak se mám                   | premiér               |
| 2022 | Poslední závod                                | Josef Rossler Ořovský |
| 2022 | Vánoční příběh                                | Karel                 |
| 2022 | Mimořádná událost                             | Ing. Karaivanov       |
| 2022 | Vyšehrad Fylm                                 | Igor                  |
| 2022 | Arvéd                                         | Zenek                 |
| 2023 | Přání k narozeninám                           | Richard Kvíčala       |
| 2023 | Život pro samouky                             | manžel                |
| 2023 | Tonda, Slávka a kouzelné světlo               | Genius loci (hlas)    |
| 2024 | Matka v trapu                                 | Tomáš, Sylviin manžel |
| 2024 | Výjimečný stav                                | Vojtěch Kárný         |
| 2024 | Léto s Evženem                                | Oskar                 |
| 2025 | Vyšehrad Dvje                                 | Igor                  |
| 2025 | Cukrkandl                                     | Lojza                 |
| 2025 | Fichtelberg                                   |                       |

### Televizní role
| Rok  | Název pořadu                      | Role                         | Poznámky                                    |
| ---- | --------------------------------- | ---------------------------- | ------------------------------------------- |
| 2005 | Boháč a chudák                    | správce                      | televizní film                              |
| 2006 | Letiště                           | Ota Dáda                     | televizní seriál                            |
| 2006 | 3 plus 1 s Miroslavem Donutilem   | Jemelka                      | televizní pořad, díl: „Vražedné překvapení“ |
| 2007 | Operace Silver A                  | Adolf Opálka                 | televizní film                              |
| 2007 | Štíty království českého          | moderátor                    | televizní pořad                             |
| 2007 | Četnické humoresky                | Džery                        | televizní seriál, díl: „Klondajk“           |
| 2007 | V hlavní roli                     | Rendl                        | televizní film                              |
| 2008 | BrainStorm                        | policista                    | televizní film                              |
| 2008 | Soukromé pasti                    | číšník                       | televizní seriál, díl: „Malý terorista“     |
| 2008 | Nebe a Vincek                     | Vincek                       | televizní film                              |
| 2008 | Zdivočelá země                    | vyšetřovatel                 | televizní seriál                            |
| 2009 | Zakázaný člověk                   |                              | televizní film                              |
| 2009 | Nespavost                         | Olin                         | televizní film                              |
| 2010 | Zázraky života                    | Hlávka                       | televizní seriál                            |
| 2010 | Dokonalý svět                     | majitel modelingové agentury | televizní seriál                            |
| 2010 | Kráska a netvor 1950              | Petr                         | televizní film                              |
| 2011 | Sráči                             | Dan                          | televizní film                              |
| 2012 | Helena                            | vedoucí provozu Leoš Korous  | televizní seriál                            |
| 2012 | Kriminálka Anděl                  | Martínek                     | televizní seriál                            |
| 2012 | Ženy, které nenávidí muže         | soudní lékař                 | televizní film                              |
| 2013 | Hexenšus                          | Leonard Bullis               | televizní film                              |
| 2013 | Jirka a bílé myšky                | otec Jirky                   | televizní film                              |
| 2013 | Škoda lásky                       | Radek                        | televizní seriál, díl: „Mokré tričko“       |
| 2014 | České století                     | Václav Klaus                 | televizní minisérie                         |
| 2014 | Čtvrtá hvězda                     | kuchař Smutný                | televizní seriál                            |
| 2014 | Kdyby byly ryby                   | komoří                       | televizní film (pohádka)                    |
| 2014 | Život a doba soudce A. K.         | advokát Fiala                | televizní seriál                            |
| 2014 | Nevinné lži                       | Marek                        | televizní seriál, díl: „Zrádce“             |
| 2015 | Korunní princ                     | Cecil                        | televizní film (pohádka)                    |
| 2015 | Reportérka                        | Zeman                        | televizní minisérie                         |
| 2015 | Autobazar Monte Karlo             | mechanik Bóďa                | internetový seriál                          |
| 2015 | Doktor Martin                     | Norbert Skruža               | televizní seriál                            |
| 2015 | Kancelář Blaník                   | sám sebe                     | internetový seriál, díl: „Selfíčko s Gerem“ |
| 2015 | Vraždy v kruhu                    | Sváťa Štorch                 | televizní seriál, díl: „Smrt nad zlato“     |
| 2015 | Svatojánský věneček               | Wajsman                      | televizní film                              |
| 2016 | Hlas pro římského krále           | Dobeš z Bechyně              | televizní film                              |
| 2016 | Zločin v Polné                    | Zdenko Auředníček            | televizní film                              |
| 2017 | Bohéma                            | Miloš Havel                  | televizní seriál                            |
| 2017 | Četníci z Luhačovic               | Mikuláš Podhajský            | televizní seriál                            |
| 2018 | Rašín                             | Edvard Beneš                 | televizní film                              |
| 2018 | Single Lady                       | právník Jirka                | internetový seriál                          |
| 2019 | Zkáza Dejvického divadla          | on sám                       | televizní seriál                            |
| 2019 | Strážmistr Topinka                | Norbert Skruz                | televizní seriál, díl: „Zločin na farmě“    |
| 2019 | Za oponou                         | Kamil Pstroužek              | internetový seriál                          |
| 2021 | Zločiny Velké Prahy               | inspektor Budík              | televizní seriál                            |
| 2021 | Ochránce                          | šéfporadce Pavel Havlík      | televizní seriál                            |
| 2021 | Polda                             | státní návladní Machek       | díl: „Dnes zavřeno“                         |
| 2022 | Stíny v mlze                      | Pavel Malý                   | vedlejší role                               |
| 2022 | Král Šumavy: Fantom temného kraje | Machart                      | minisérie                                   |
| 2022 | Tajemství pana M.                 | profesor Fotosynto           | televizní seriál                            |
| 2023 | Zlatá labuť                       | Wilhelm Gruber               | televizní seriál                            |
| 2023 | Agrometal                         | Martin                       | televizní seriál                            |

### Rozhlasové role
- 2011 – Federico Fellini: Lavička v parku, rozhlasová hra, překlad Marina Feltlová, režie: Hana Kofránková, role: novináře.
- 2020 – Alois Jirásek: Lucerna (Zajíček)[9]
- 2025 – Toulky první republikou[10]: rozhlasový seriál o přiblížení První republiky z různých perspektiv. Účinkují Jiří Vyorálek, Jana Stryková a Jaroslav Plesl

## Ocenění díla
- 2007 – Cena Alfréda Radoka za roli Christy Mahona, ohn Millington Synge: Hrdina západu, Činoherní klub Praha
- 2010 – Nominace na Cenu české filmové kritiky za roli ve filmu Největší z Čechů.
- 2012 – Nominace na cenu Českého lva za roli ve filmu Čtyři slunce[11]
- 2014 – Český lev v kategorii Nejlepší mužský herecký výkon ve vedlejší roli ve filmu Díra u Hanušovic[12]